# Holambra
Holambra là một đô thị ở bang São Paulo của Brasil trong tiểu vùng Campinas, được thành lập ngày 27 tháng 10 năm 1991. 
Holambra có vị trí địa lý vĩ độ 22º37'59" độ vĩ nam và kinh đô là 47º03'20" độ kinh tây, trên độ cao 600 mét trên mực nước biển. Dân số năm 2004 là 8.128 người.

## Thông tin nhân khẩu
Dữ liệu điều tra dân số năm 2000
Tổng dân số: 7.211
- Thành thị: 3.938
- Nông thôn: 3.273
- Nam giới: 3.689
- Nữ giới: 3.522

Mật độ dân số (người/km²): 112,15
Tỷ lệ tử vong trẻ dưới 1 tuổi (trên 1 triệu cháu): 12,21
Tuổi thọ bình quân (tuổi): 73,30
Tỷ lệ sinh (trẻ trên mỗi bà mẹ): 2,22
Tỷ lệ biết đọc biết viết: 91,95%
Chỉ số phát triển con người (bình quân): 0,827
- Chỉ số phát triển con người (thu nhập): 0,801
- Chỉ số phát triển con người (tuổi thọ): 0,805
- Chỉ số phát triển con người (giáo dục): 0,876

(Nguồn: IPEADATA)